# Mikołaj Franciszek Daniłowicz
Mikołaj Franciszek Daniłowicz herbu Sas (zm. 1688) – wojewoda podolski od 1687, starosta czerwonogrodzki, borecki, lubelski i parczewski.

## Życiorys
Był kilkakrotnie wybierany posłem na sejm z ziemi halickiej. Od 1663 miał własną choragiew pancerną, na czele której wziął udział w walkach z Turkami w 1671. Poseł sejmiku halickiego na sejm 1681 roku. Uczestnik kampanii wiedeńskiej w 1683.